# Durant (Iowa)
Durant és una població dels Estats Units a l'estat d'Iowa. Segons el cens del 2000 tenia 1.677 habitants.

## Demografia
Segons el cens del 2000, Durant tenia 1.677 habitants, 672 habitatges, i 469 famílies. La densitat de població era de 647,5 habitants/km².
Dels 672 habitatges en un 34,1% hi vivien nens de menys de 18 anys, en un 58,5% hi vivien parelles casades, en un 8,9% dones solteres, i en un 30,2% no eren unitats familiars. En el 26,8% dels habitatges hi vivien persones soles el 17,3% de les quals corresponia a persones de 65 anys o més que vivien soles. El nombre mitjà de persones vivint en cada habitatge era de 2,48 i el nombre mitjà de persones que vivien en cada família era de 3,01.
Per edats la població es repartia de la següent manera: un 26,4% tenia menys de 18 anys, un 7,3% entre 18 i 24, un 28,7% entre 25 i 44, un 20,6% de 45 a 60 i un 17,1% 65 anys o més.
L'edat mediana era de 38 anys. Per cada 100 dones de 18 o més anys hi havia 86,6 homes.
La renda mediana per habitatge era de 41.681 $ i la renda mediana per família de 51.667 $. Els homes tenien una renda mediana de 37.188 $ mentre que les dones 22.500 $. La renda per capita de la població era de 19.399 $. Entorn del 3,8% de les famílies i el 5,8% de la població estaven per davall del llindar de pobresa.

## Poblacions més properes
El següent diagrama mostra les poblacions més properes.